# Felsenkeller (Fiedlerweg 20, 22)
Der Felsenkeller im Fiedlerweg 20, 22 ist ein Bauwerk in Darmstadt.

## Geschichte und Beschreibung
Die Produktions- und Kühlanlagen der Brauerei „Zum Goldenen Anker“ befanden sich – wie alle Darmstädter Brauereien – ursprünglich in der Altstadt.
Diese Brauerei wurde auf den Osthang der Mathildenhöhe verlegt.
Besitzer der Brauerei war Valentin Wagner.
Erhalten geblieben ist der circa 12 m unter dem Gelände liegende Kühlkeller.
Der Kühlkeller besteht aus einer Reihe von bis zu 5 m hohen, gewölbten Kellerräumen, die sich um die gemauerte Kuppel des über 11 m hohen Eisdoms gruppieren.

## Denkmalschutz
Aus architektonischen und stadtgeschichtlichen Gründen steht der Felsenkeller unter Denkmalschutz.